# Årdals kommun, Rogaland
Årdals kommun (norska: Årdal kommune) var en kommun i Rogaland fylke i sydvästra Norge. Kommunen omfattade den södra delen av nuvarande Hjelmelands kommun samt ett mindre område i den nordöstra delen av nuvarande Strands kommun. Byn Årdal utgjorde kommunens centralort.

## Administrativ historik
Årdals kommun upprättades 1859 när den dåvarande kommunen Hjelmeland delades i två och de båda kommunerna Hjelmeland og Fister respektive Årdal bildades. Kommunen hade 1 315 invånare vid upprättandet.
Den 6 mars 1869, genom kunglig resolution, överfördes ett bebott område (med 40 invånare) från Årdals kommun till Hjelmeland og Fisters kommun.
Den 1 januari 1965 upplöstes kommunen och delades. Huvuddelen (med 743 invånare) fördes, tillsammans med delar av kommunerna Fister och Jelsa, till Hjelmelands kommun medan Sunngardene krets (med 121 invånare) fördes till Strands kommun. Kommunen hade vid delningen totalt 864 invånare.